# Dan Deacon
Dan Deacon (nascido a 28 de agosto de  1981) é um compositor eletrónico, músico e artista de performance de Baltimore (Maryland), nos Estados Unidos. É conhecido por seus espetáculos ao vivo, onde a participação e interação do público e a grande escala é muitas vezes um elemento importante da sua obra.

## Biografia

### Educação
Dan nasceu e cresceu nos subúrbios de Long Island, na comunidade de Nova Iorquina de West Babylon. Completou os seus estudos na Babylon High School em 1999 onde foi membro da banda local de ska Channel 59 ao lado de Tim Daniels do podcast The Complete Guide to Everything. Mais tarde, ele frequentou o Conservatório de Música da Universidade Estadual de Nova York em Purchase (SUNY Purchase) onde, para além do seu trabalho a solo solo, tocou em muitas bandas, incluindo tuba para Langhorne Slim e guitarra na banda de grindcore improvisado Rated R, tendo ainda um pequeno conjunto de câmara misto. Graduou-se em em composição eletroacústica e de música computacional, tendo estudado com o compositor e maestro Joel Thome e Dary John Mizelle.
Em 2004 mudou-se para Baltimore, Maryland e se mudou para o edifício Copycat e, junto com os amigos da SUNY Purchase, formaram a Wham City, um coletivo de artes e música.

### Carreira
O seu estilo de composição é classificado como "future shock", numa tentativa de explicar a diversidade musical que experimenta, assim como outras bandas de Baltimore. O álbum que o consagrou foi "Spiderman of the Rings" (2007).
Os seus dois primeiros álbuns como artista solo, Mice Meetle e Silly Hat vs Egale Hat foram lançados em CD-R pela Standard Oil Records em 2003, enquanto ele era estudante na SUNY Purchase. Os álbuns são coleções de tanto de música computacional como  gravações ao vivo de peças de ensemble. Eles são marcadamente diferente do seu primeiro disco popular, Spiderman of the Rings de 2007, na medida em que não contêm quase nenhuma faixa onde Deacon canta ou usa manipulação vocal. A maioria das peças são instrumentais ou colagens sonoras. A esses dois álbuns seguiu-se um conjunto de álbum feitos de composições de onda senoidal. "Green Cobra is Awesome Vs The Sun" é uma peça de 42 minutos consistindo de seis ondas senoidais andando lentamente à deriva. "Goose On The Loose" é uma peça de 60 minutos com um gerador de sinal Wavetek 180 a ser processado através de um Digitech Whammy e um Line 6 DL4.
Os seus dois lançamentos seguintes foram os EPs Twacky Cats na Comfort Stand Recordings e Acorn Master na Psych-o-path Records. Spiderman of the Rings foi o primeiro álbum de Deacon a ser distribuído comercialmente, lançado pela Carpark Records em Maio de 2007. O álbum foi bem recebido e foi incluído na seção Melhor Música Nova da Pitchforkmedia.com. O álbum também foi classificado como número 24 no "Top 50 Álbuns de 2007" do site.
Ultimate Reality foi lançado como um DVD em novembro de 2007 e marcou um retorno à composição música a ser executada por terceiros. As peças para percussão e eletrónica foram tocadas por Jeremy Hyman dos Ponytail e Kevin Omeara dos Videohippos. As peças foram acompanhadas de um vídeo criado pelo colaborador e amigo de longa data de Deacon, Jimmy Joe Roche.
O álbum seguinte de Deacon, denominado Bromst foi lançado em 24 de março de 2009. Foi produzido por Chester Gwazda nos Snow Ghost Studios em Whitefish, Montana e inclui instrumentos ao vivo, incluindo uma pianola e uma variedade de instrumentos de percussão. O álbum foi bem recebido; a Pitchfork deu-lhe um 8.5 / 10, e colocou-a na seção "melhor música nova". Bromst ficou também classificado no lugar 46 dos Melhores Álbuns da Pitchfork de 2009.
O seu álbum mais recente, o 9-song America, foi lançado em 28 de agosto de 2012, pela Domino Records nos Estados Unidos. Deacon descreveu o álbum como representando seus sentimentos conflituantes em relação ao país e do mundo que ele chama de lar: "A inspiração para a música foi o meu amor pela viagem através do país, vendo as paisagens dos Estados Unidos, indo de leste a oeste e vice-versa ao longo das estações do ano ". As letras são inspiradas por minha frustração, medo e raiva para com o país e mundo em que vivo e do qual sou uma parte. Quando cheguei mais perto de terminar o álbum estes temas começaram a mostrar-se com mais frequência e maior clareza. Não parecia haver um mundo melhor para encapsular as duas inspirações do que a beleza simples encontrada na palavra América. "

### Presença em Portugal
Dan Deacon tinha agendada para Junho de 2008 a sua estreia em Portugal (dia 8 em Serralves, no Porto, e dia 9 na Galeria ZdB, em Lisboa), mas cancelou essas e outras datas da sua tournée europeia em função de problemas familiares inadiáveis. Em 2009 actuou no Serralves em Festa.
Está confirmada a sua presença no Festival Milhões de Festa, a ter lugar na praia fluvial de Barcelos em finais de julho de 2016.

## Discografia
- Green Cobra Is Awesome vs. the Sun (single EP) (2003)
- Goose on the Loose (2003)
- Silly Hat vs. Egale Hat (2003)
- Meetle Mice (2003)
- Live Recordings 2003 (2004)
- Twacky Cats (2004)
- Porky Pig (Standard Oil Records New Music Series) (2004)
- Acorn Master (2006)
- Spiderman of the Rings (2007)
- Bromst (2008)

## Tabelas
- Agosto 1, 2006: Acorn Master atinge o lugar #162 na tabela da CMJ.

## Prémios
- Silly Hat vs. Egale Hat atinge o lugar #18 no Top 30 de álbuns mais tocados no WFMU em Novembro de 2003
- Meetle Mice eleito o terceiro melhor álbum de 2003 no Top10 do OCDJ
- eleito pelo Baltimore City Paper melhor artista a solo pela crítica em 2005
- eleito pelo Baltimore City Paper melhor artista solo pelos leitores em 2006
- Acorn Master chega ao número 1 do Top30 de álbum mais tocados no WMFU em Julho de 2006
- Spiderman of the Rings eleito Best New Music pelo Pitchfork Media em Maio de 2007
- eleito Best Awesome pela revista COOL!
- Spiderman of the Rings um dos melhores álbuns de 2007 pelo CMJ New Music Monthly
- Crystal Cat eleito um dos 100 melhores singles do ano pela Rolling Stone
- Spiderman of the Rings eleito um dos 25 melhores álbuns de 2007 pelo Pitchfork Media